# Эгюий-дю-Миди
Эгюий-дю-Миди (фр. Aiguille du Midi — «полуденный пик») — горная вершина во Франции, Верхняя Савойя. Вершина получила такое название потому, что в полдень солнце находится прямо над этим пиком, если смотреть на него из Шамони.
Находится в западной части массива Монблан, (Западные Альпы). Высота остроконечного пика — 3842 м. К северу от вершины, в долине расположен известный французский горнолыжный курорт Шамони.
На вершину Эгюий-дю-Миди из Шамони ведёт канатная дорога, построенная в 1955 году. Дорога в течение двух десятилетий держала пальму первенства как самая высокая канатная дорога в мире. До сих пор она занимает первое место по перепаду высот между нижней (1035 м) и верхней станцией (3777 м). Канатная дорога состоит из двух секций. Первая секция Шамони - Plan de l'Aiguille на высоте 2317 м. Вторая секция без промежуточных опор поднимает кабину прямо к верхней платформе канатной дороги. Подъём из Шамони до верхней станции занимает 20 минут. Пропускная способность дороги 550 человек в час. Стоимость билета (по состоянию на 20 мая 2022 года) составляла €65 туда-обратно. На верхней станции находится обзорная площадка, кафе на 30 мест и магазин сувениров. На обзорной площадке также есть полностью стеклянная смотровая кабинка «Шаг в пустоту» со стеклянным полом. Описание перед входом гласит, что под ногами стоящего в этой кабинке «километр пустоты».
С вершины берёт начало самая протяжённая в окрестностях Шамони горнолыжная трасса длиной 22 км по Белой долине.
Другая канатная дорога — Vallee Blanche Aerial Tramway, или Télécabine Panoramic Mont-Blanc - соединяет вершину с пиком Хельброннер (3462 м), расположенным в южной части массива Монблан, на территории Италии. Эта канатная дорога функционирует летом. Поездка по этой канатной дороге даёт возможность панорамного обзора многих вершин Альп. С вершины Хельброннер возможен спуск по канатной дороге в Ла Палюд, Курмайор, расположенные с итальянской стороны, у южного подножья массива Монблана.

## Галерея

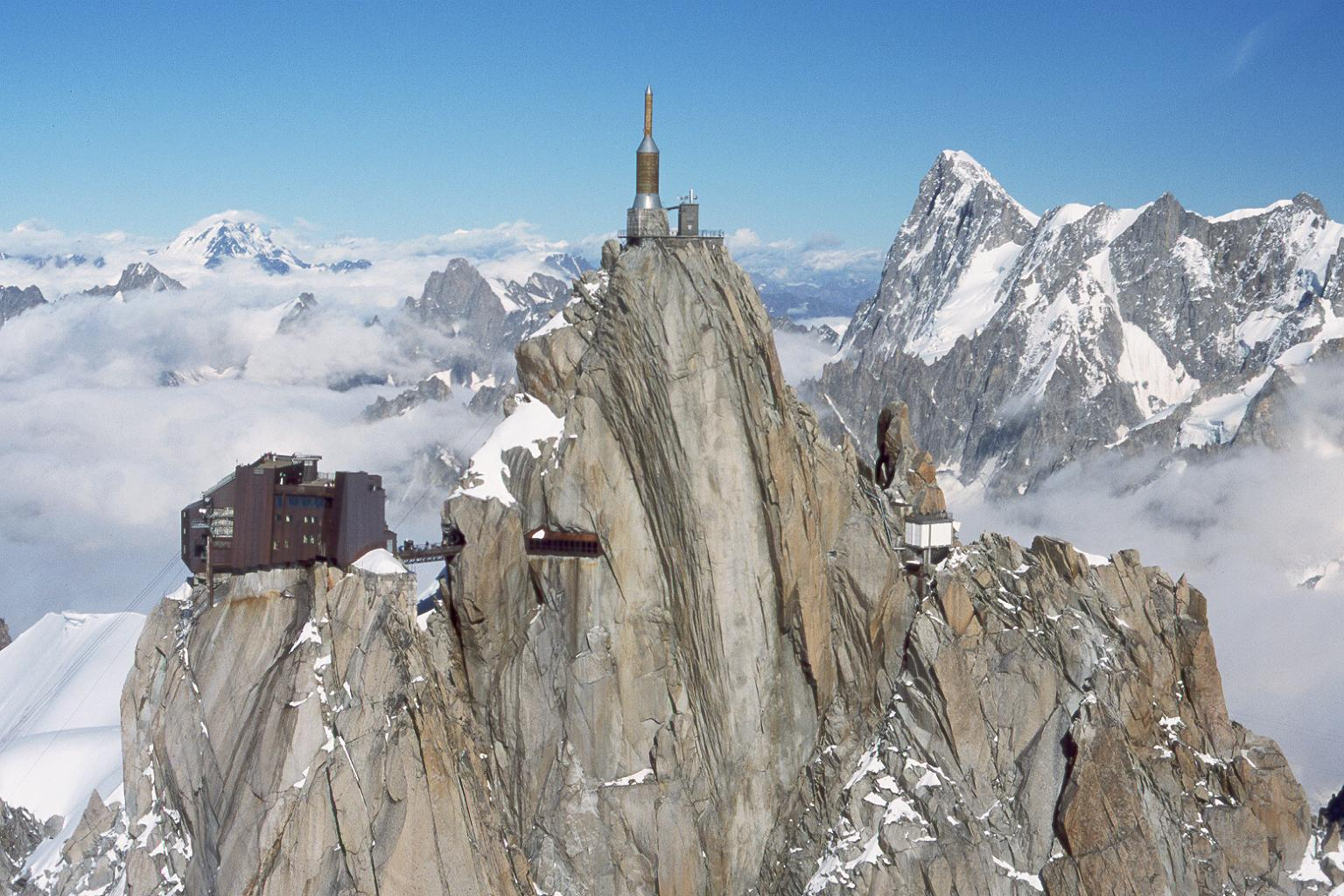
Вид на вершину с юго-запада
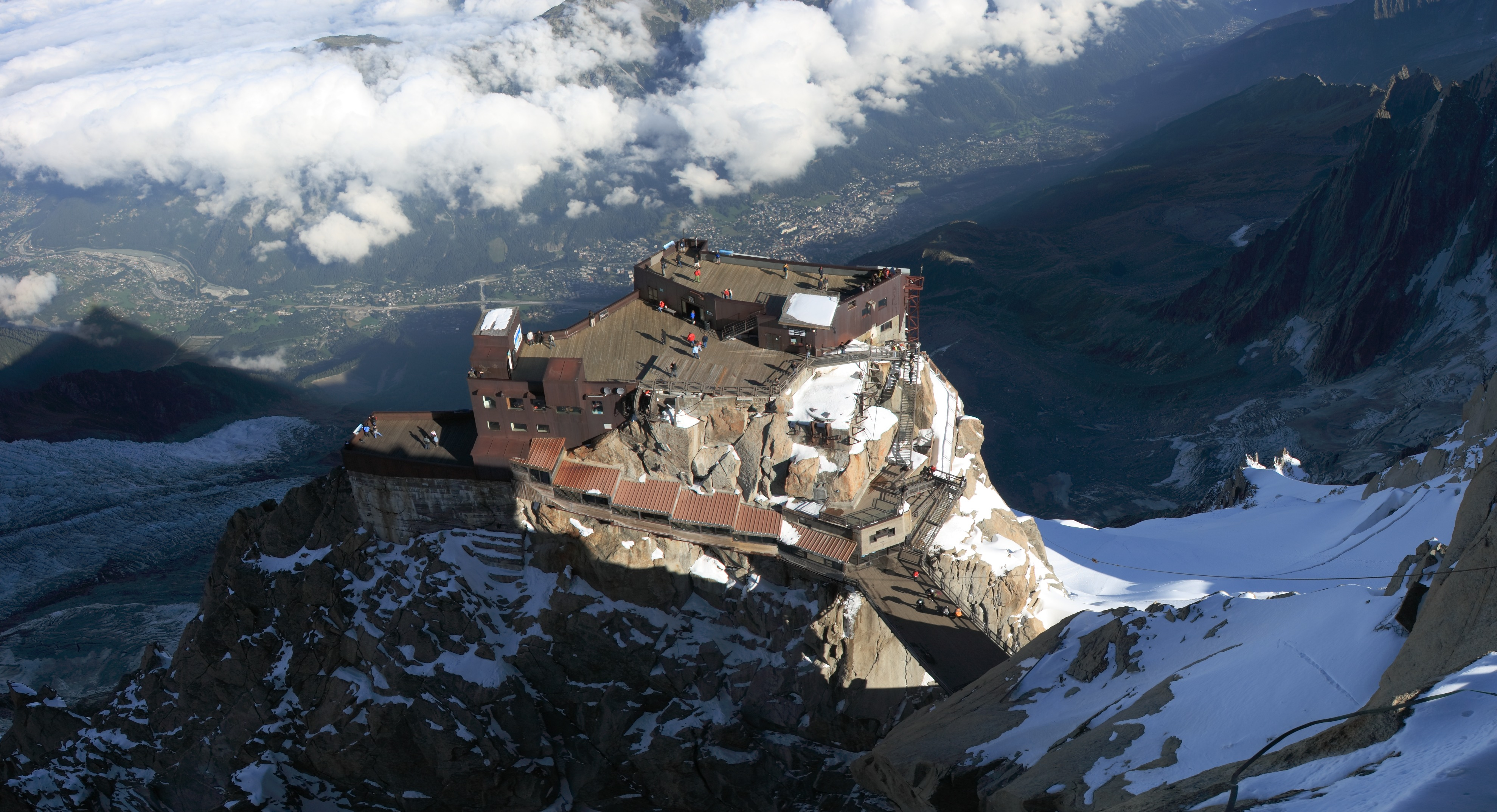
Вид на причальную платформу верхней станции канатной дороги с вершины Эгюий-дю-Миди. Внизу - долина Шамони.
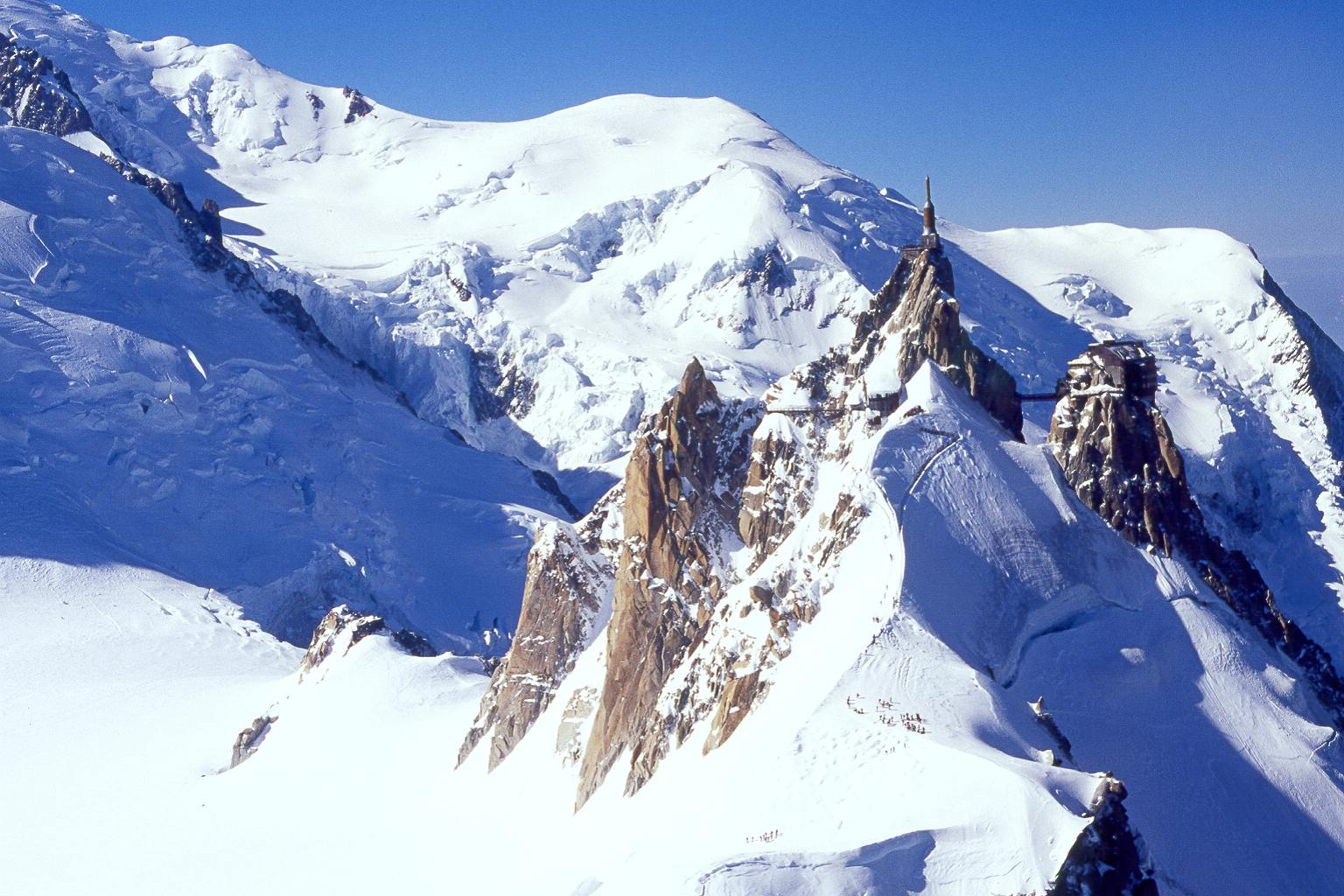
Вид на вершину с северо-востока, начало спуска по Белой долине
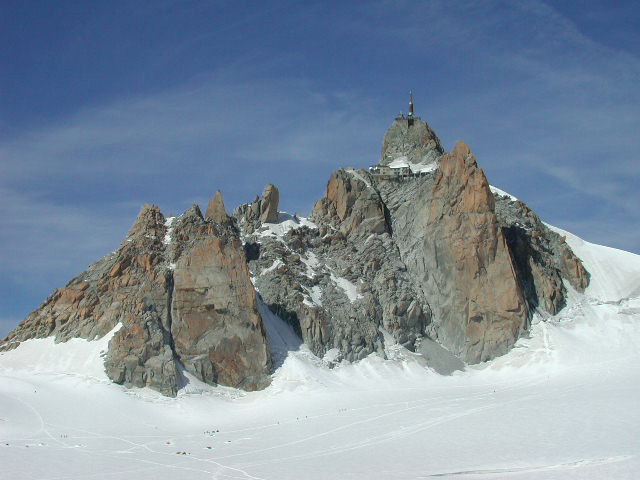
Южные склоны пика Эгюий-дю-Миди
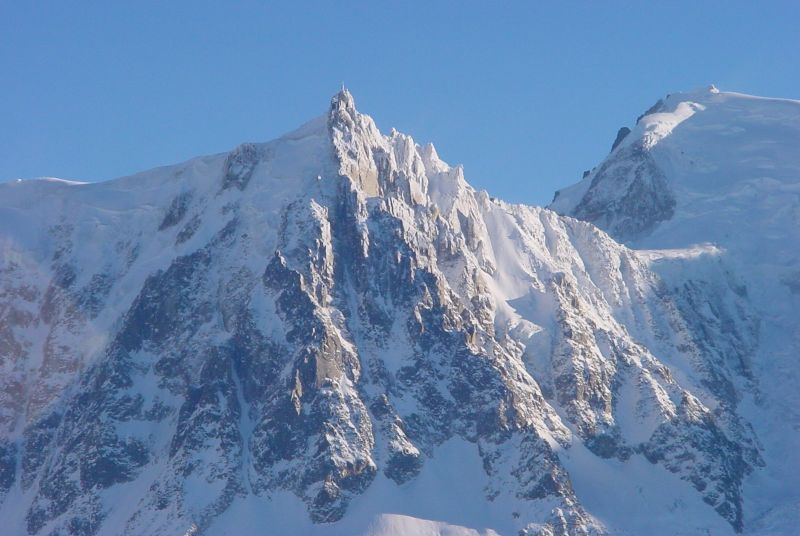
Северные склоны пика Эгюий-дю-Миди
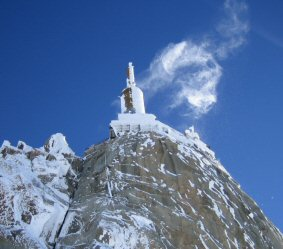
Вершина зимой
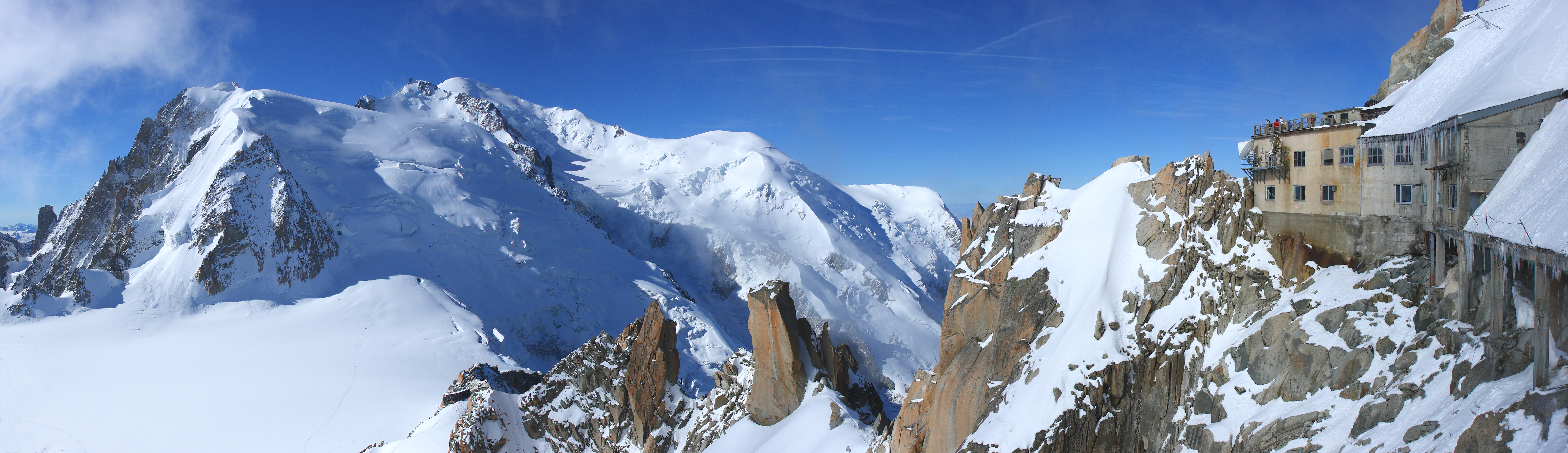
Панорама Монблана. Вид с вершины Эгюий-дю-Миди
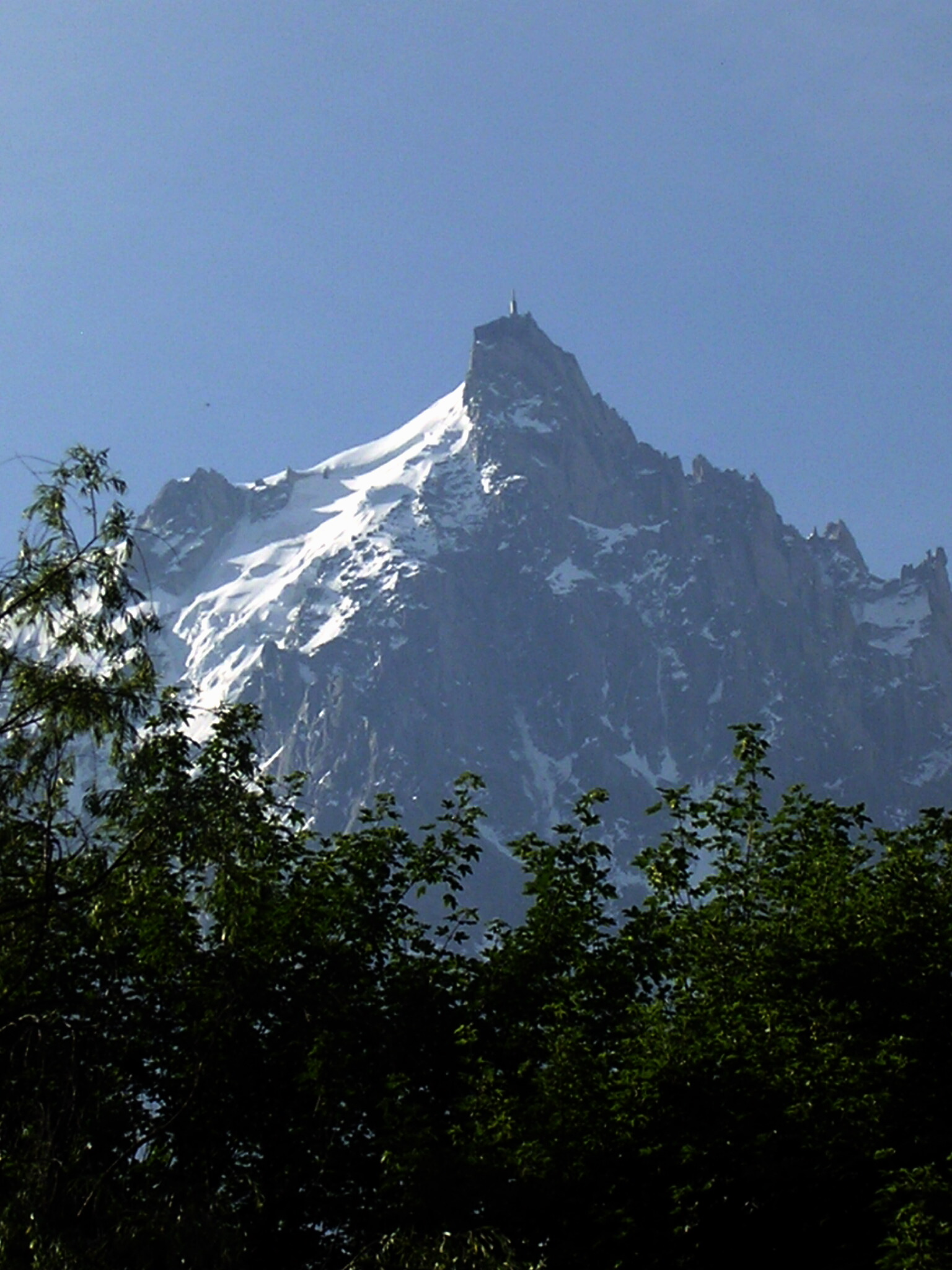
Вид на вершину Эгюий-дю-Миди из долины Шамони
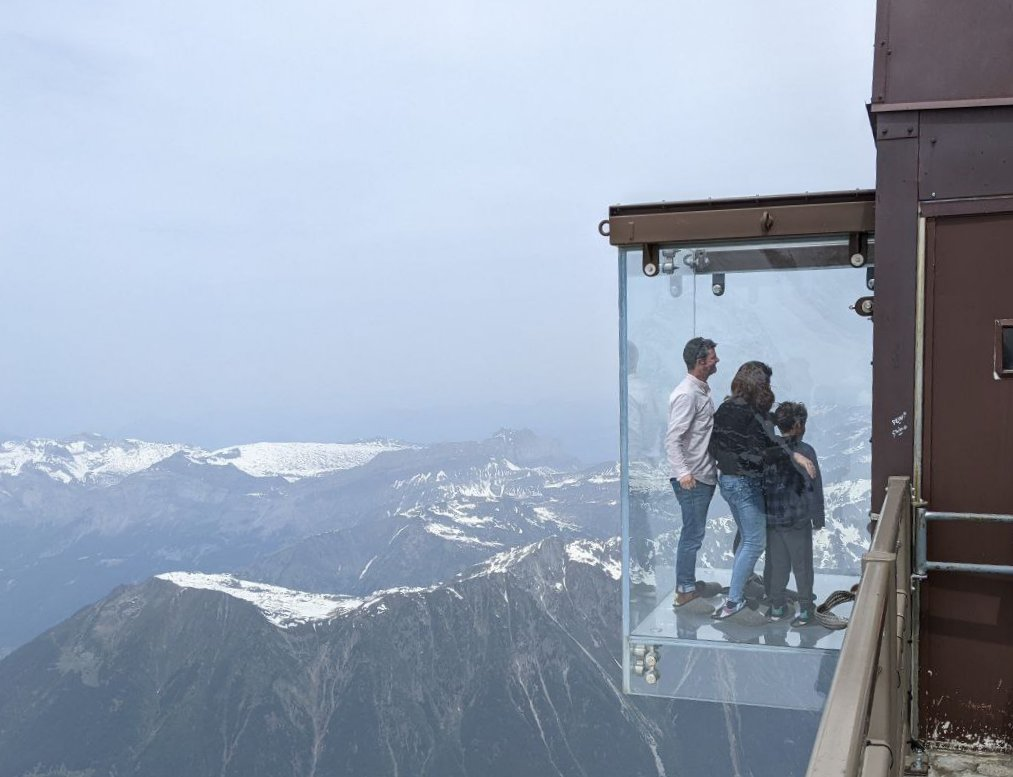
Стеклянная кабинка "Шаг в пустоту" на верхней смотровой площадке Эгюий-дю-Миди